# Polygrapha cyanea
Polygrapha cyanea là một loài bướm ngày thuộc họ Nymphalidae. Nó được tìm thấy ở Peru, Ecuador và Colombia.

## Phụ loài
- Polygrapha cyanea cyanea (Ecuador)
- Polygrapha cyanea silvaorum Constantino & Salazar, 1998 (Colombia)

## Hình ảnh

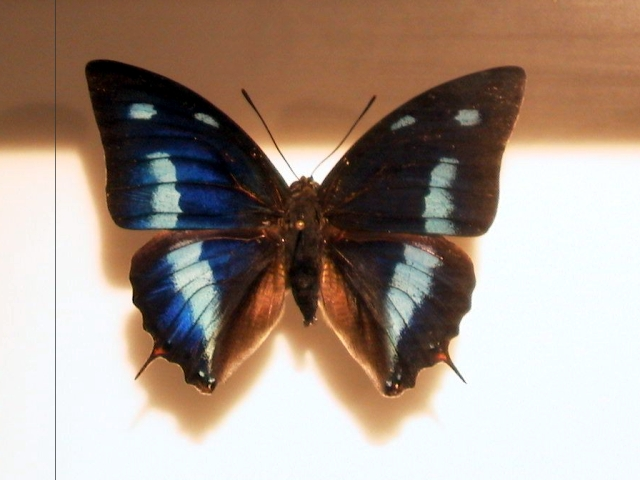